# Jacinta Coleman
Jacinta Coleman (Jacinta Gray de casada) (Auckland, 17 de juliol de 1974 - Tauranga, 27 de juny de 2017) va ser una ciclista neozelandesa, que participà als Jocs de la Commonwealth de 1998 i als Jocs Olímpics d'estiu de 2000.

## Biografia
Nascuda a Auckland el 17 de juliol de 1974, Gray era filla de Brian i Sandra Coleman. Es va casar amb el ciclista australià Jay Sweet i van tenir un fill, però més tard es van divorciar. El 2009 es va casar amb James Gray, i la parella va tenir dos fills.
Es va dedicar al ciclisme des de principis de 1995, i va progressar ràpidament en aquest esport. Gray va participar per Nova Zelanda a la cursa femenina en carretera als Jocs de la Commonwealth de 1998 a Kuala Lumpur, acabant en 10è lloc. En la cursa individual femenina en carretera als Jocs Olímpics d'estiu de 2000 a Sydney, Gray va acabar en 18ena posició de les 57 participants.
Gray va morir d'un càncer de còlon a Tauranga el 27 de juny de 2017.

## Palmarès
- 1999
  - Vencedora d'una etapa al Tour de la Drôme
- 2000
  - Vencedora d'una etapa a l'Albstadt-Frauen-Etappenrennen